# Wybory do Parlamentu Europejskiego w Słowenii w 2019 roku
Wybory do Parlamentu Europejskiego IX kadencji w Słowenii zostały przeprowadzone 26 maja 2019. W ich wyniku zostało wybranych 8 eurodeputowanych. Wybory zakończyły się zwycięstwem opozycyjnej centroprawicy.

## Wyniki
| Lista wyborcza                                           | Głosy   | %     | Miejsca |
| -------------------------------------------------------- | ------- | ----- | ------- |
| Słoweńska Partia Demokratyczna i Słoweńska Partia Ludowa | 126 534 | 26,2  | 3       |
| Socjaldemokraci                                          | 89 936  | 18,66 | 2       |
| Lista Marjana Šarca                                      | 74 431  | 15,44 | 2       |
| Nowa Słowenia                                            | 53 621  | 11,12 | 1       |
| Lewica                                                   | 30 983  | 6,43  | 0       |
| Demokratyczna Partia Emerytów Słowenii                   | 27 329  | 5,67  | 1       |
| Partia Alenki Bratušek                                   | 19 369  | 4,02  | 0       |
| Słoweńska Partia Narodowa                                | 19 347  | 4,01  | 0       |
| Zieloni Słowenii                                         | 10 706  | 2,22  | 0       |
| Pozostali                                                | 29 819  | 6,19  | 0       |